# Dicraeus flavipes
Dicraeus flavipes är en tvåvingeart som beskrevs av Oswald Duda 1930. Dicraeus flavipes ingår i släktet Dicraeus och familjen fritflugor. Inga underarter finns listade i Catalogue of Life.